# Mercedes-Benz W202
Mercedes-Benz W202 — автомобіль німецької марки Mercedes-Benz, перший з серії С-класу. Машина середнього (D) розміру прийшла на заміну W201 або 190-му Мерседесу, першому в історії фірми компактному автомобілю. Новий Comfortklasse випускався в кузовах седан (W202) з 1993-го по 2000-й рік і універсал (S202) з 1996-го по 2001-й рік .

## Історія

### Історія створення

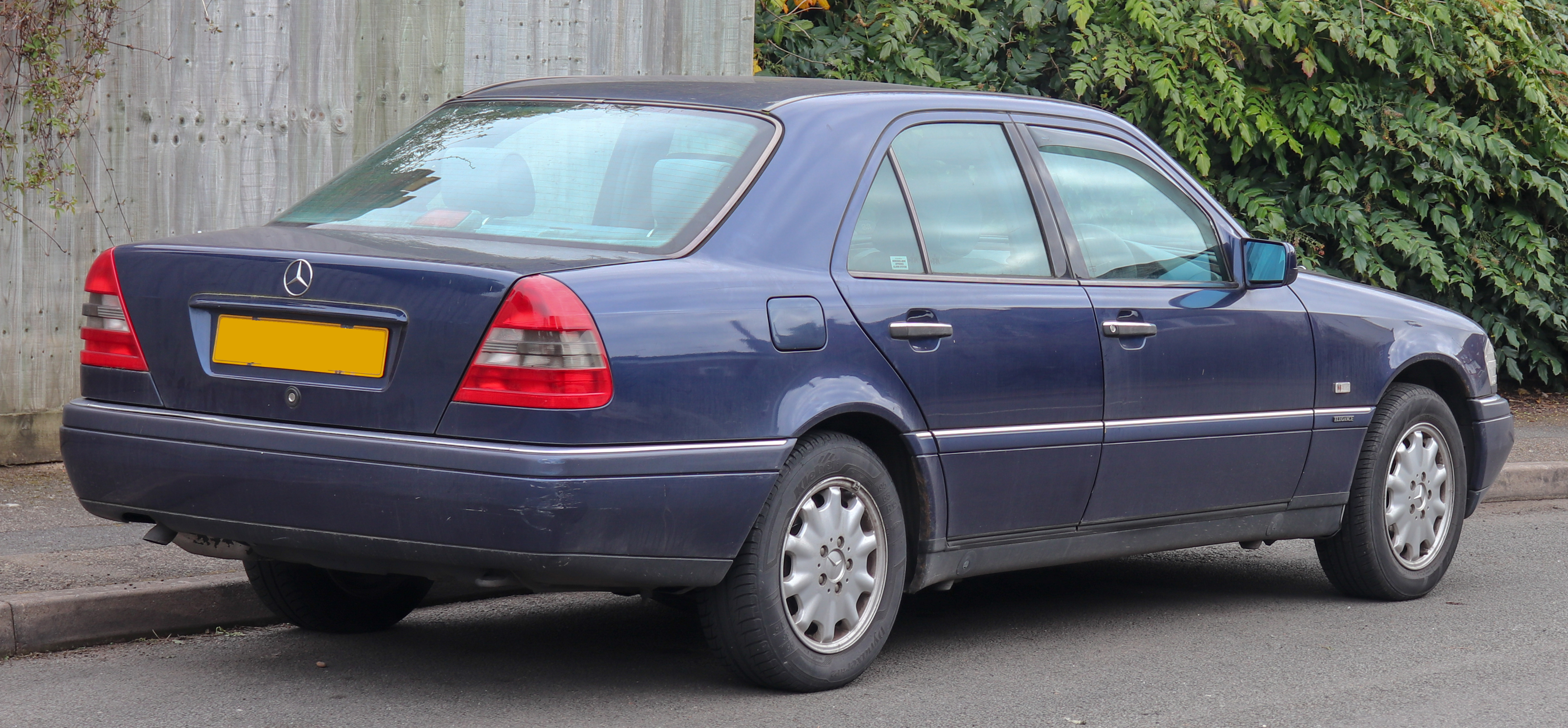
Mercedes-Benz C180 (W202; 1993–1997)

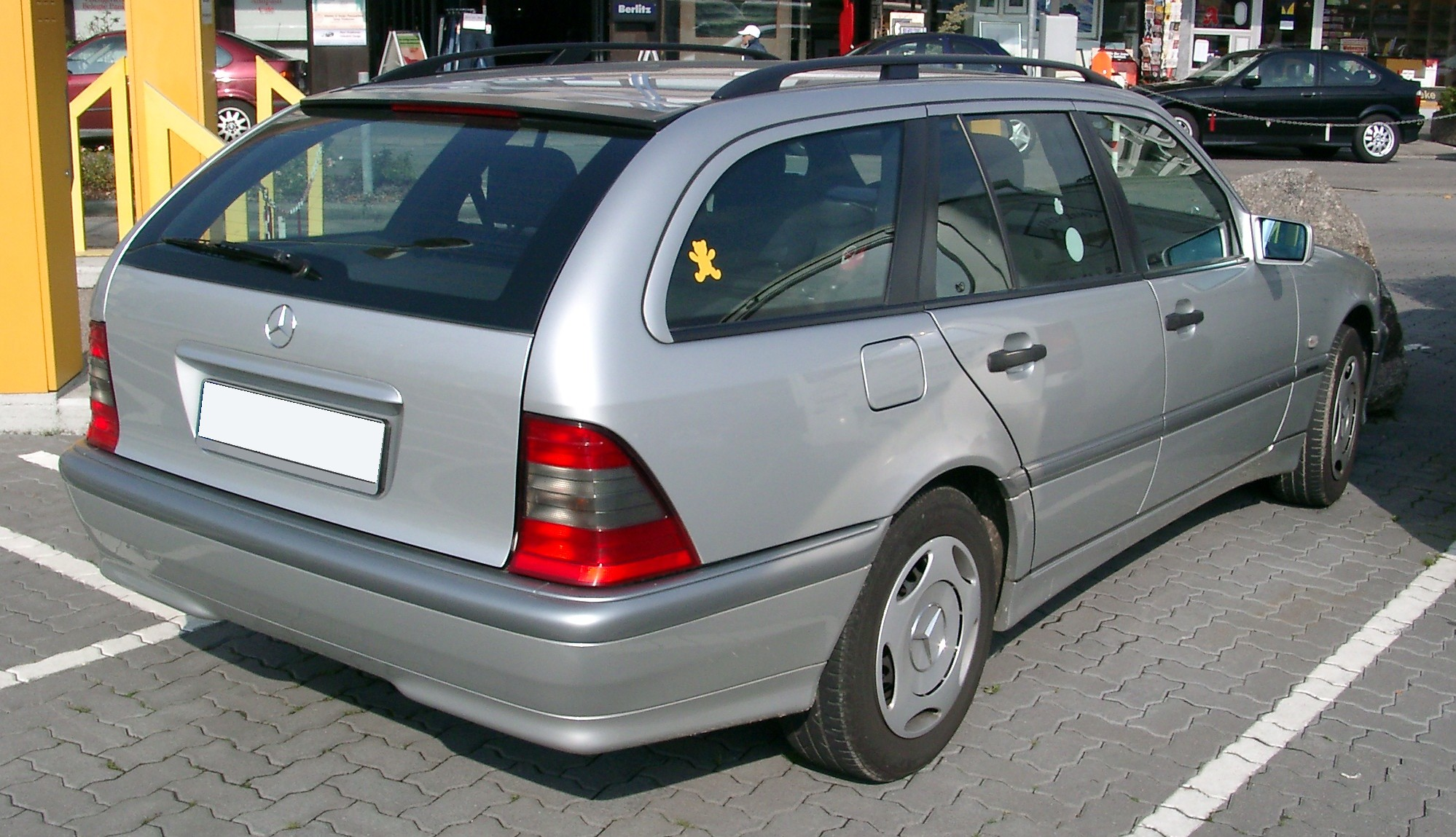
Mercedes-Benz C T-Model (S202; 1997—2001)

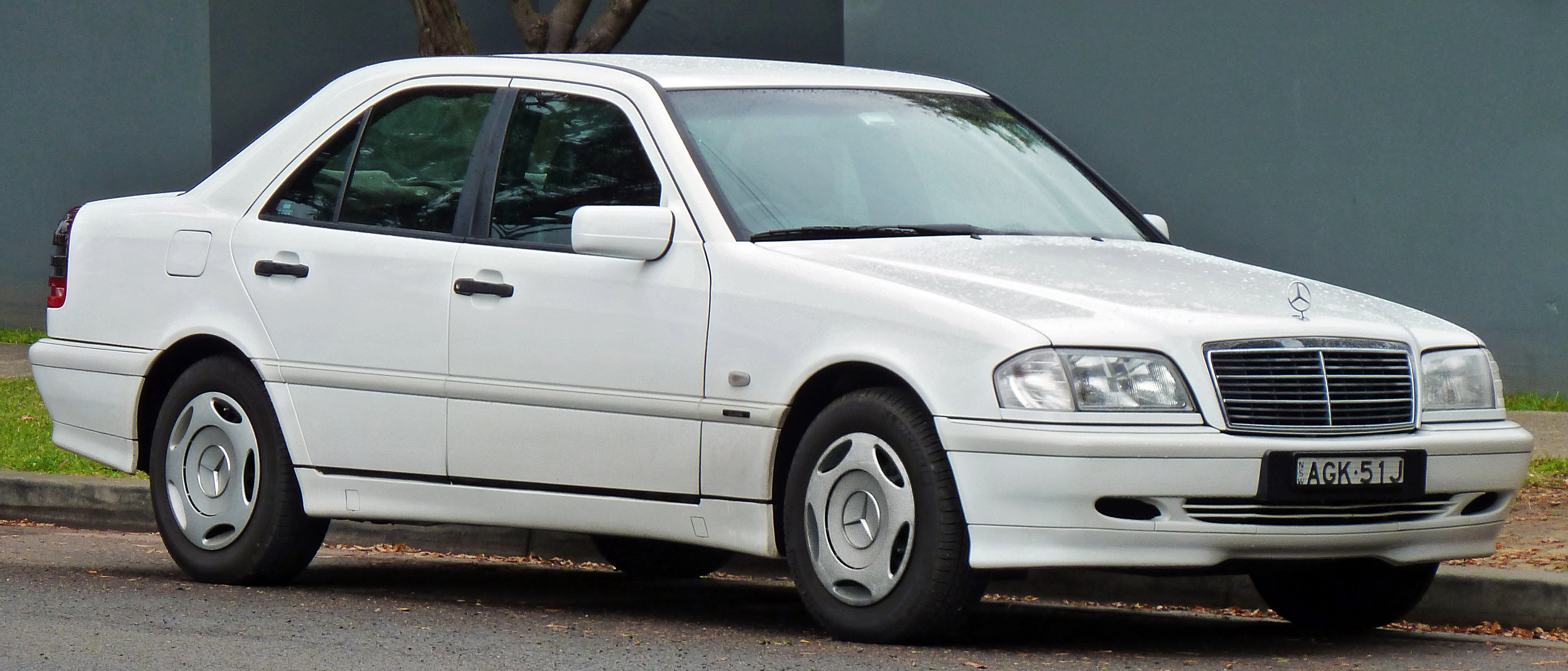
Mercedes-Benz C200 (W202; 1997–2001)

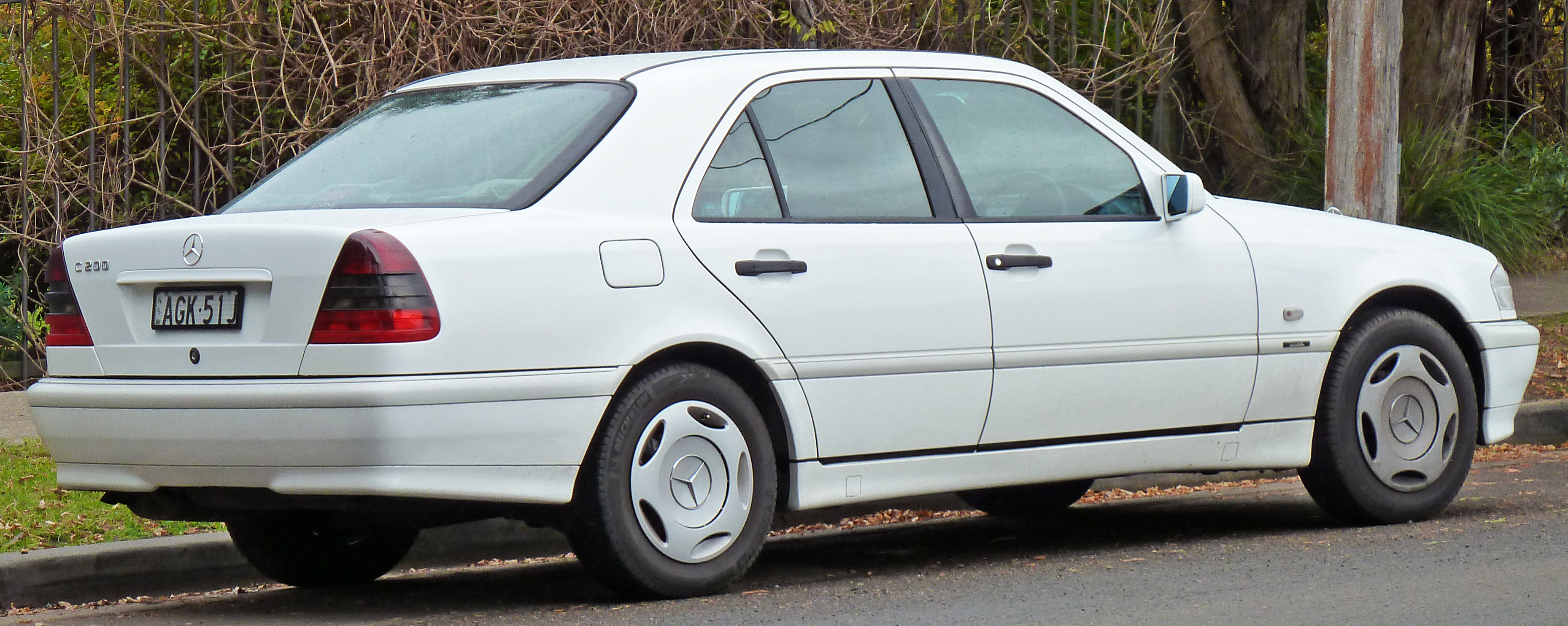
Mercedes-Benz C200 (W202; 1997–2001)

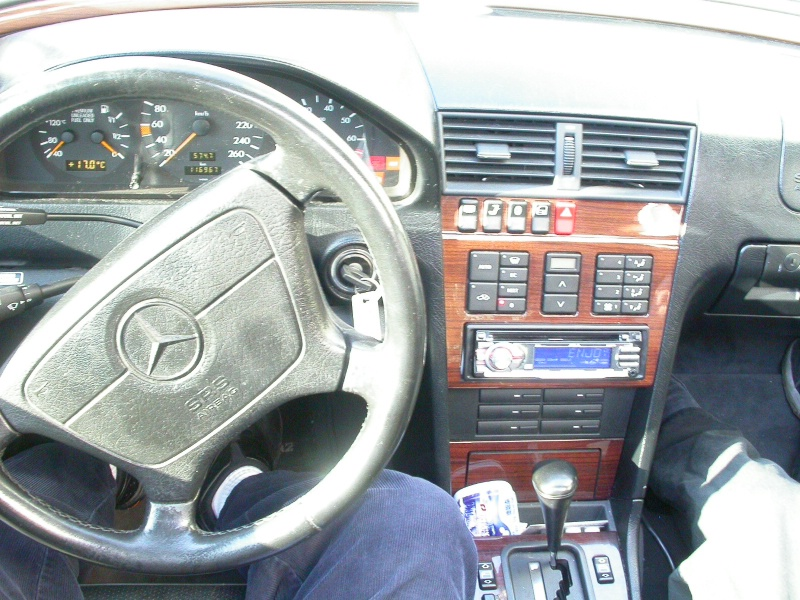

Через п'ять років після початку випуску серії W201, можна було підводити деякі підсумки в розвитку нового для фірми компактного класу. Кутастий клиноподібний дизайн початку вісімдесятих вже не був таким оригінальним, а недолік місця ззаду для пасажирів став відчуватися ще більше. Появи багажника з низькою лінією заднього борту на серії W124 також негативно позначалося на іміджі «компакта». Конкуренти теж не дрімали, готуючи і випускаючи на ринок моделі з новими вдалими технічними та дизайнерськими рішеннями. У 1987 році з'являється модель «80» фірми Ауді в новому більш згладженому обтічному кузові B3 і готується до випуску кузов B4, а у БМВ опрацьовується одна з найкрасивіших моделей E36 третьої серії.
Розробка нового кузова W202 почалася в 1987 році і велася відразу в двох напрямках: дизайнери готували новий кузов, а конструктори проробляли ходову частину. У результаті до 1989 року новий дизайн був представлений керівництву компанії, і після остаточного схвалення і затвердження, проектування перейшло у другу фазу.
У 1990 році було виготовлено перші прототипи. Задня п'яти-важільна підвіска перейшла від попередньої серії W201, а передня була змінена і тепер більше нагадувала підвіску S-класу. Кузов був значно перероблений. Всі лінії стали більш округленими, м'якими. Найбільша відмінність проявилося в конструкції задньої частини кузова. Багажник, нарешті, отримав низький поріг, повністю змінилася задня оптика. Прибравши бензобак з традиційного місця за задньою спинкою, конструктори вперше для сучасних седанів запропонували розкладний задній диван. Це дозволило перевозити довгомірні предмети усередині салону, проте вимагало значних змін в конструкції кузова для надання йому достатньої жорсткості. Розміри в порівнянні з попередником трохи збільшилися, для задніх пасажирів стало більше місця і в ширину, і у висоту.
Загальний дизайн кузова відповідав тодішньому баченню дизайнерів Мерседес-Бенц. Він мав спільні корені з оновленою серією W124 E-класу і нещодавно випущеною новою серією W140 S-класу. Простежувалися схожі загальні лінії кузовів, форма багажників, оптики, капотів. Однак у цей період дизайнери починають пошуки нового обличчя майбутніх Мерседесів. Як результат — збільшені задні ліхтарі, які піднялися до верхнього кута задніх крил.
Нова серія була представлена в травні 1993 року. Відразу три важливих нововведення відбулися з випуском серії W202. Після успішного проникнення на ринок компактних моделей компанія готувалася до нового розширення модельного ряду легкових автомобілів. Для цього була потрібна чітка класифікація моделей. У результаті, в 1993 році з'явилися S-, E-і C-класи, як основні.

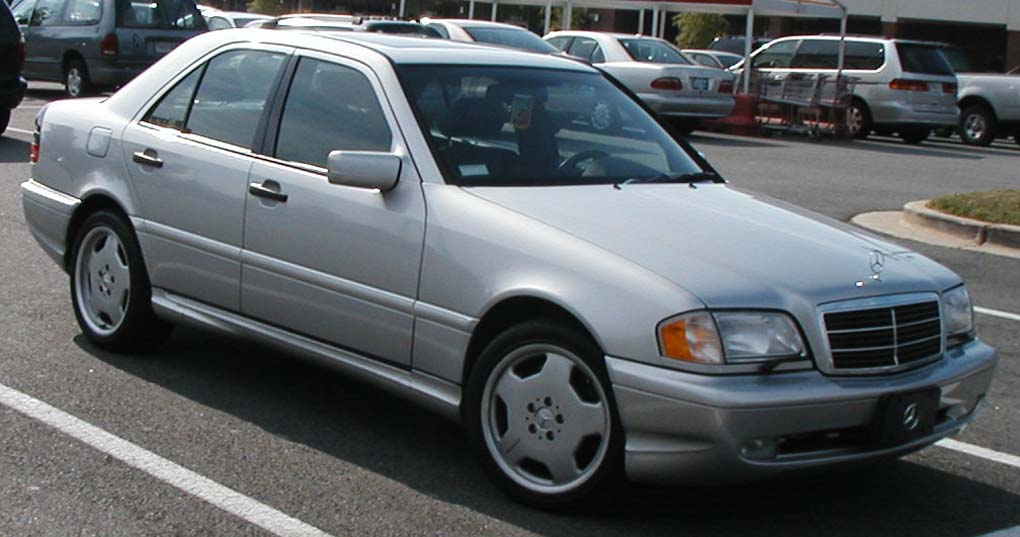
Mercedes-Benz C430 (1997—2001)

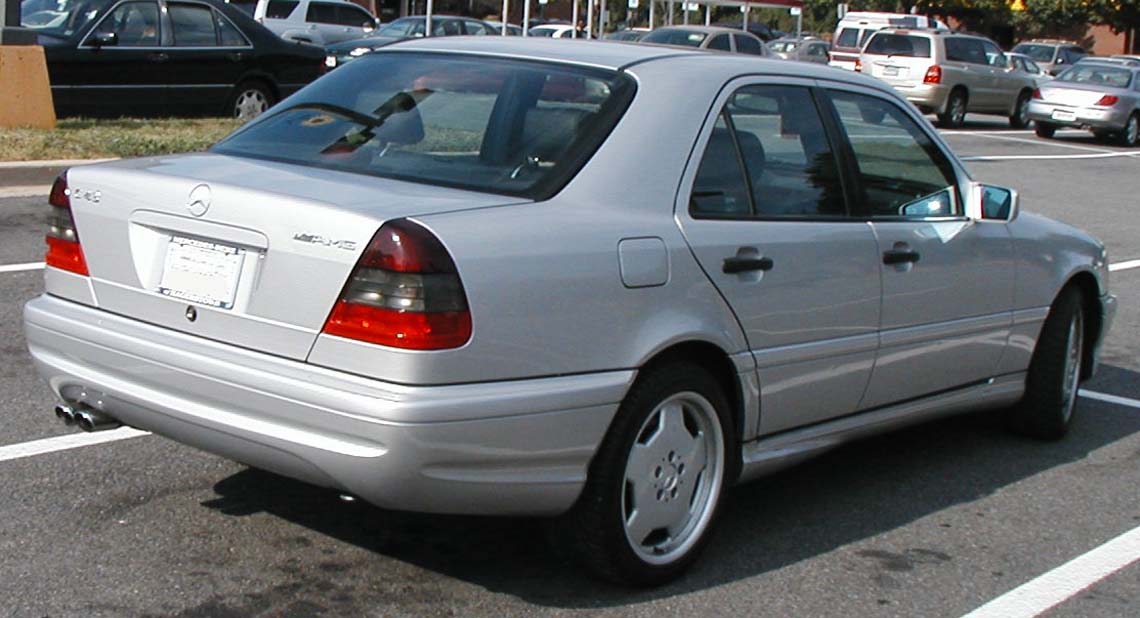
Mercedes-Benz C430

Друге важливе нововведення було продовженням першого. З появою нової системи класифікації купе, кабріолети і родстери ставали окремими класами і мали вже окремі позначення заводських серій. Кілька різних серій базувалося на одній платформі. Так в 1993 році седан серії W202 став платформою для автомобілів інших серій: універсалу T-Limousine S202, родстера SLK R170, купе CLK C208 і кабріолета CLK A208.
Третім нововведенням став поділ кожної серії на кілька варіантів виконання. Перший експеримент такого роду був проведений на попередньому W201, коли був запропонований варіант Avantgarde в трьох виконаннях (rosso, azzurro і verde).
Серія W202, крім базового варіанту, відразу ж стала пропонуватися ще в трьох: Esprit, Sport і Elegance. Базова версія згодом отримала офіційну назву Classic.
Всі без винятку варіанти стандартно оснащувалися АБС, п'ятиступінчастою КПП, подушкою безпеки для водія, центральним замком, каталізатором, підсилювачем керма. Відмінності варіантів були, в основному, в оздобленні як кузова, так і салону. Esprit був розрахований на молодь і пропонувався з широкою гамою кольорів салону і кузова, а також був на цілих 32 мм нижче, ніж Classic. Sport також був на 32 мм нижче, вирізнявся особливою карбоновою обробкою центральної консолі, жорсткішою підвіскою, спортивними передніми сидіннями, білими передніми покажчиками повороту, молдингами, пофарбованими в колір кузова, і широкими шинами 205/60 R15 на легкосплавних дисках (дизайн з п'ятьма отворами). Elegance був вершиною класу і оснащувався електричними склопідйомниками спереду і ззаду, білими передніми покажчиками повороту і широкими молдингами контрастного (по відношенню до кольору кузова) кольору зі вставками хрому, мав обробку салону деревом, салонний фільтр від пилу, хромовані накладки на ручки дверей.
Всі варіанти практично в довільному порядку могли комплектуватися одним з пропонованих двигунів. Усього спочатку пропонувалося 3 бензинових інжекторних двигуна (1,8 л, 2,2 л і 2,8 л) і три дизельних (2,0 л, 2,2 л і 2,5 л). З розвитком серії вигляд її постійно оновлювався, пропонувалися нові двигуни, велика кількість опцій з часом переходила в розряд стандартного устаткування, нові опції зі старших класів ставали доступними і для C-класу.
Автомобіль виявився дуже популярним — мільйонний екземпляр зійшов з конвеєра менш ніж через чотири роки з початку випуску (попереднику для цього знадобилося майже шість років). Усього W202 випускався до 2000 року, поки його не змінив наступник -  серія W203.

### Історія випуску
Серія W202 була представлена в травні 1993 року, проте перші екземпляри деяких моделей зійшли з конвеєра ще на початку року. Усього спочатку були запропоновані три бензинові моделі (С180, С220 і С280) і три дизельні (C200 Diesel, C220 Diesel, C250 Diesel). До осені до них додалася модель C200, проте серійний випуск її розпочався тільки з січня 1994 року.
У вересні на автосалоні у Франкфурті крім цих семи моделей була представлена тюнінгова версія від AMG — модель C36 з двигуном R6 об'ємом 3,6 літра і потужністю 280 к.с., переробленим з версії 3,2 літра. Вона відрізнялася спеціальною спортивною підвіскою з зменшеним кліренсом (загальна висота була на сантиметр нижче, ніж у версії Sport), зміненим пластиковим обвісом, литими дисками власного дизайну AMG і оснащувалася п'ятиступінчастою АКПП. Ця модель поступила в продаж тільки з лютого наступного року.
У 1994 році була проведена невелика модернізація. У серпні в стандартну комплектацію включили подушку безпеки для переднього пасажира і дистанційно керовані підголівники задніх сидінь (вони значно обмежували огляд). У грудні в «стандарт» потрапило і інфрачервоне управління центральним замком.
У лютому 1995 року був випущений 500.000-й екземпляр моделі, а у вересні відбулася перша модернізація. На традиційному автосалоні у Франкфурті були представлені три нові моделі: турбодизельний варіант C250 Turbodiesel прийшов на зміну атмосферному C250 Diesel (його випуск був завершений в липні 1996 року), а також з'явилися дві нові моделі з механічним нагнітачем — C230 Kompressor і C200 Kompressor (ця модель призначалася для експорту до Греції, Португалії і Італії). Поява компресора (нагнітача типу Roots) після 50-річної перерви викликала значний інтерес у публіки. Модель ж C200 Diesel знімалася з конвеєра.
Всі інші варіанти виконання були також модернізовані. Розмірність шин для всіх варіантів стала однаковою 195/65 R15 (за винятком C36), ширина колії спереду збільшилася на 6 мм. Також однаковими для всіх стали безбарвні покажчики поворотів, форма клавіш і кнопок (як у нової серії W210 E-класу), фільтр пилу і система рециркуляції повітря в салоні. Стандартний варіант став називатися Classic і отримав багатий інтер'єр (зокрема, обробку деревом). Sport отримав нові диски AMG 15, а Elegance — нову обробку деревом (корінь горіха).
Навесні 1995 року з'являється новий тип кузова — універсал (T-Limousine), яку компанія позиціонує як «спортивний компактний універсал». Виробництво ж універсалів розпочалося з лютого 1996 року. Всього було запропоновано чотири моделі: C220 Diesel, C250 Turbodiesel, C180 і C200. Пізніше до них додалася модель C230. Універсали довше і ширше седанів, обсяг багажника становить 465 літрів, а при складанні задніх сидінь — 1510 літрів.
Модель С230 з весни 1996 року замінює модель C220 і у седанів.
У серпні для всіх моделей пропонується нова 5-ти ступінчаста АКПП з електронним управлінням.
З березня 1997 року на всі моделі (за винятком C180, C220 Diesel) встановлюється система ESP, а на старші моделі (С280 з АКПП і C36) — ASR.
У червні 1997 року відбувається чергова велика модернізація. На зміну C230 приходить модель C240, а також з'являється модель C280. Обидві моделі оснащені новими двигунами V6 з трьома клапанами на циліндр, а двигун 2,8 л має подвійне запалювання. Ці ж двигуни встановлюються і на відповідні універсали. Також на універсал встановлюється і компресорний двигун 2,3 л від седана. Тюнінговий седан AMG C36 знімається з виробництва і у вересні (до чергового автосалону) замінюється на ще потужніший варіант C43 з двигуном V8 об'ємом 4,3 літра і потужністю 306 к.с. Крім того, всі моделі отримують нові бампери, пофарбовані в колір кузова молдинги, інші ґрати радіатора і кришку багажника. Задні ліхтарі стають затемненими, в передніх дверях з'являються бічні подушки безпеки, встановлюються бокові повторювачі покажчиків поворотів, з'являється кнопкове включення склоочисника. Автомобілі штатно оснащуються переднатягувачами ременів безпеки, системою Brake Assist, датчиком зовнішньої температури, антеною в задньому склі, теплоізоляційним заскленням з сірим стрічковим світлофільтром на вітровому склі, активною сервісносистемою ASSYST, електронним ключем, протиугонною системою ELCODE і системою ASR (модель C180 отримує ETS, модель C220 Diesel залишається без цих систем зовсім). Варіант Elegance оснащується новими дисками з 10 отворами, а Sport 16" дисками з шістьма отворами і білими циферблатами на приладовій панелі.
У вересні на автосалоні була представлена також і нова модель C220 Turbodiesel з новим дизельним двигуном з безпосереднім упорскуванням палива CDI (з турбонаддувом і інтеркулером) потужністю 125 к.с. Продажі її почалися з грудня.
У квітні 1998 року нова модель C200 Turbodiesel з CDI замінила модель C220 Diesel. Молодша модель C180 нарешті стала оснащуватися системою ASR.
У серпні 1999 року для всіх моделей почала пропонуватися нова 5-ти ступінчаста АКПП з можливістю ручного перемикання передач.
2000 рік став фінальним для серії W202. У квітні перед публікою з'явився її наступник W203. Проте випуск серії ще тривав до кінця року, поки не стали доступні нові моделі універсалів C180 (насправді 2,0 л; з вересня), С240 (2,6 л) і C200 Kompressor (замінить C200 і C230 Kompressor). Всі універсали оснащуються 6-ти ступінчастою МКПП.

## Результати з Краш-Тесту
| Зірки в Euro NCAP з Краш-тесту |

## Зноски
1. ↑  C-class — W202. Архів оригіналу за 24 квітня 2009. Процитовано 22 квітня 2010.
2. ↑  Crash-Test Mercedes-Benz C-Клас (1997) [Архівовано 19 березня 2012 у Wayback Machine.] (Euro NCAP 1997)